# Madonna in the Church

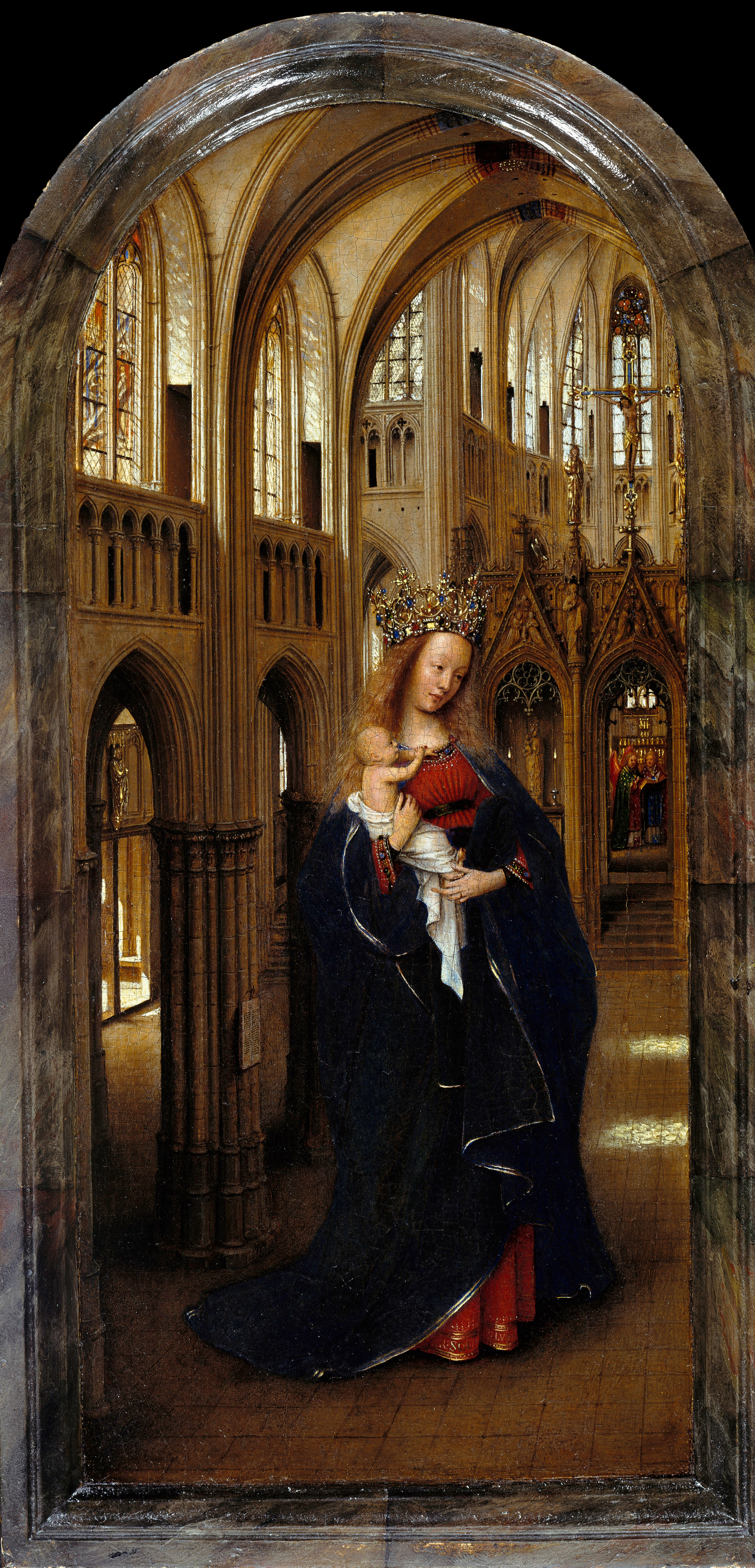
Jan van Eyck, Madonna in the Church (khoảng 1438–40). Sơn dầu trên gỗ sồi, 31 × 14 cm (12.25 × 5.5 in). Gemäldegalerie, Berlin

Madonna trong Giáo đường (hay Đức mẹ đồng trinh trong Giáo đường) là một tranh sơn dầu vẽ trên gỗ nhỏ của họa sĩ Hà Lan Jan van Eyck. Bức họa này có thể đã được sáng tác khoảng giữa năm 1438-1440, phác họa Đức Trinh Nữ Maria bế Chúa Giêsu hài đồng trong một nhà thờ Gothic. Đức mẹ Maria được trình bày như là Nữ vương thiên đàng đeo vương miện nạm, bồng một đứa trẻ tinh nghịch là Đức Kitô nhìn chằm chằm vào bà và nắm chặt vạt áo của bà trong một cách mà nhớ lại những truyền thống Byzantine từ thế kỷ 13 của biểu tượng Eleusa (Đức mẹ đồng trinh dịu dàng). Gân của lá cây trong vòm ở phía sau của gian giữa có chạm khắc gỗ mô tả tập từ cuộc sống của Đức mẹ Maria, trong khi một tác phẩm điêu khắc giả trong một hốc tường cho Đức mẹ bế em bé ở một tư thế tương tự. Erwin Panofsky thấy bức tranh sáng tác như thể những nhân vật chính trong tranh được coi là những tác phẩm điêu khắc đi vào cuộc sống.